# Lee Mi-sook
Lee Mi-sook es una actriz surcoreana. Una de las más conocidas de la década de 1980 en el cine coreano, sus más famosas películas de esta época incluyen la Caza de la Ballena del director Bae Chang-ho y The Winter That Year Was Warm, Mulberry y Eunuch de Lee Doo-yong, y Wanderer in Winter de Kwak Ji-kyoon. Se retiró del cine después de casarse en 1987, aunque  todavía aparece en la televisión en dramas como How's Your Husband? (1993). Luego de una década regresó con un galardonado papel principal en el debut fílmico de E J-yong An Affair (1998). Desde entonces, se ha mantenido activa en el cine y la televisión, en particular, en la romántica Solitude (2002), la adaptación de Las amistades peligrosas Untold Scandal (2003), el falso documental Actresses (2009), y el drama familiar Smile, Mom(2010)

## Carrera
Lee Mi-sook debutó en el cine a la edad de veinte años en Thoughtless Momo en 1979. A mediados de la década de 1980 se había convertido en una de las más conocidas actrices de su época. Junto con Lee Bo-hee y Won Mi-kyung, dominaron la pantalla y se les conoce como la "Troika de la década de 1980." Su carrera temprana duró hasta la película Love Triangle en 1987, sin embargo se retiró del cine después de casarse.
Siguió actuando en la televisión, interpretando a una vulgar y egoísta, pero humanitaria madrastra en Cinderella's Sister que fue un éxito televisivo en 2010. En 2012 se unió al elenco de Lluvia de Amor, el melodrama que salta entre las décadas de 1970 y el presente, el cual resultó un éxito en el extranjero, pero no obtuvo el mismo recibimiento en Corea.
Permaneció como conductora del talk show de cable Bad Scene, que contó con celebridades que revelaban malas o vergonzosas escenas de su pasado.

## Controversias
En 2012 estuvo envuelta en una polémica cuando fue demandada por su ex agencia, The Contents Media, después de que se cambió a una nueva agencia, Hoya Spotainment. El Tribunal superior de Seúl falló en contra de Lee declarándola culpable de incumplimiento de contrato y le ordenaron pagar 120 millones de wones (110 604 dólares norteamericanos) por daños a su ex agencia. Sin embargo, The Contents Media presentó un recurso de apelación, declarando que se les debía al menos el doble de la cantidad. Ellos alegaron que Lee había estado involucrada en una relación romántica con un hombre 17 años menor que ella, en el 2006, a quien afirmaron haberle pagado millones de wons para mantenerlo en secreto de la prensa y no empañar su imagen. Lee contrademandó a su ex agencia y a dos periodistas, que publicaron la historia por difamación. Sin embargo perdió su apelación en febrero de 2013, y el Tribunal superior de Seúl falló en su contra ordenándole pagar la cantidad original de la sentencia.
En agosto de 2013, firmó con otra agencia, SidusHQ.

## Vida personal
En 2007 Lee y su marido Hong Sung-ho, cirujano plástico, se divorciaron después de 20 años de matrimonio. Tienen un hijo y una hija.

## Filmografía
Nota: la lista entera está referenciada.
| Año  | Título inglés                                      | Título coreano                           | Romanización                              | Rol             | Director       |
| ---- | -------------------------------------------------- | ---------------------------------------- | ----------------------------------------- | --------------- | -------------- |
| 2024 | The Plot                                           | 설계자                                   | Seolgyeja                                 | Jackie          | Lee Yo-sup     |
| 2018 | Ode to the Goose                                   | 군산: 거위를 노래하다                    | Gunsan: Geowileul Nolaehada               |                 | Zhang Lü       |
| 2015 | The Exclusive: Beat the Devil's Tattoo             | 특종: 량첸살인기                         | Teukjong: Ryangchensalingi                |                 | Roh Deok       |
| 2013 | Horny Family                                       | 배꼽                                     | Bae Kkop                                  | Hye-kyung       | Park Bo-sang   |
| 2009 | Actresses                                          | 여배우들                                 | Yeobaeudeul                               | Lee Mi-sook     | E J-yong       |
| 2008 | Hellcats                                           | 뜨거운 것이 좋아                         | Ddeu-geo-woon Geot-e Jo-a                 | Kim Young-mi    | Kwon Chil-in   |
| 2003 | ...ing                                             | 아이앤지                                 | Ai-en-ji                                  | Mi-sook         | Lee Eon-hee    |
| 2003 | Untold Scandal                                     | 스캔들 - 조선남녀상열지사                | Seukaendeul: Joseon-namnyeo-sangnyul-jisa | Lady Cho        | E J-yong       |
| 2002 | Oh! LaLa Sisters                                   | 울랄라 씨스터즈                          | Ulralra Siseuteojeu                       | Jo Eun-ja       | Park Jae-hyun  |
| 2001 | Kiss Me Much                                       | 베사메무쵸                               | Besame Mucho                              | Young-hee       | Jeon Yoon-soo  |
| 2000 | The Legend of Gingko                               | 단적비연수                               | Danjeokbiyeonsu                           | Soo             | Park Jae-hyun  |
| 1998 | An Affair                                          | 정사 정사                                | Jeongsa                                   | Seo-hyun        | E J-yong       |
| 1987 | The Home of Two Women                              | 두 여자의 집                             | Du yeoja-ui jib                           | Yoo-kyung       | Kwak Ji-kyoon  |
| 1987 | Affection                                          | 유정                                     | Yujeong                                   | Kim Ki          |                |
| 1987 | A Street Musician                                  | 거리의 악사                              | Geori-ui aksa                             | Seo-ha          | Chung Ji-young |
| 1986 | Eunuch                                             | 내시                                     | Naesi                                     | Ja-ok           | Lee Doo-yong   |
| 1986 | Autumn After Love                                  | 가을을 남기고 간 사랑                    | Ga-eul-eul namgigo gan salang             | Jung Jin-woo    |                |
| 1986 | Wanderer in Winter                                 | Gyeo-ul nageune                          | Da-hye                                    | Kwak Ji-kyoon   |                |
| 1986 | Mulberry                                           | 뽕                                       | Bbong                                     | An-hyeop        | Lee Doo-yong   |
| 1985 | Graduation Journey                                 | 졸업 여행                                | Jol-eob-yeohaeng                          | Mi-seon         | Yoo Ji-hoeng   |
| 1985 | When Tears Run Dry                                 | 그대 눈물이 마를 때                      | Geudae nunmul-i maleul ttae               | Choi Dong-joon  |                |
| 1985 | City of Fast                                       | 바람난 도시                              | Balamnan dosi                             | Kim Yang-duk    |                |
| 1984 | The Winter That Year Was Warm                      | 그 해 겨울은 따뜻했네                    | Geu hae gyeo-ul-eun ttatteushaessne       | Oh-mok / Soo-in | Bae Chang-ho   |
| 1984 | The Broken Night                                   | 밤이 무너질 때                           | Bam-i muneojil ttae                       | Go Yeong-nam    |                |
| 1984 | Whale Hunting                                      | 고래사냥                                 | Goraesanyang                              | Chun-ja         | Bae Chang-ho   |
| 1984 | Women Wet Men Like Rain                            | Yeojaneun bicheoreom namjareul jeoksinda | Lee Hyeok-su                              |                 |                |
| 1984 | Sleeping Out                                       | 외박                                     | Woebak                                    | Go Yeong-nam    |                |
| 1983 | Strange Relationship                               | 이상한 관계                              | I-sanghan gwangye                         | Lee Doo-yong    |                |
| 1983 | X                                                  | Ekseu                                    | Hah Myung-joong                           |                 |                |
| 1982 | I Loved                                            | 내가 사랑했다                            | Naega salanghaessda                       | Go Yeong-nam    |                |
| 1982 | Wild Horse                                         | 야생마                                   | Yasaengma                                 | Lucía           | Yoo Dong-hun   |
| 1981 | Is There a Girl Like Her?                          | 이런 여자 없나요                         | Ileon yeoja eobsna-yo                     | Yun Su-jin      | Park Chul-soo  |
| 1981 | With Passion and Heat                              | 가슴깊게 화끈하게                        | Gaseumgipge hwakkeunhage                  | Doh Do-hae      | Kim Su-hyeong  |
| 1981 | An Embrace in the Dark Night                       | 이 깊은 밤의 포옹                        | I gip-eun bam-ui po-ong                   | Song Yeong-su   |                |
| 1980 | Flame Bird                                         | 불새                                     | Bulsae                                    | Eun-young       | Lee Gyeong-tae |
| 1980 | Thoughtless Momo (aka An Innocent College Student) | 모모는 철부지                            | Momoneun cheolbuji                        | Mal-ja          | Kim Eung-chun  |

## Series
| Año  | Título inglés                                               | Título coreano                    | Romanización                             | Red  | Rol                          |
| ---- | ----------------------------------------------------------- | --------------------------------- | ---------------------------------------- | ---- | ---------------------------- |
| 2024 | La reina de las lágrimas                                    | 눈물의 여왕                       | Nunmul-ui yeowang                        | tvN  | Mo Seul-hee                  |
| 2023 | Perfect Marriage Revenge                                    | 완벽한 결혼의 정석                | Wanbyeokan gyeolhon-ui jeongseok         | MBN  | Cha Yeon-hwa                 |
| 2022 | The Empire                                                  | 디 엠파이어: 법의 제국            | Di Empaieo: Beob-ui Jeguk                | jTBC | Ham Kwang-jeon               |
| 2018 | Let Me Introduce Her                                        | 그녀로 말할 것 같으면             | Geunyeoro Malhal Geot Gateumyun          | SBS  | Min Ja-young                 |
| 2018 | Wok of Love                                                 | 기름진 멜로                       | Gireumjin Mello                          | SBS  | Jin Jung-hye, Kim Su-nyeo    |
| 2017 | Money Flower                                                | 돈꽃                              | Donkkot                                  | MBC  | Jung Mal-ran                 |
| 2017 | Temperature of Love                                         | 사랑의 온도                       | Sarangui Ondo                            | SBS  | Yoo Yeong-mi                 |
| 2016 | Don't Dare to Dream                                         | 질투의 화신                       | Jiltuui Hwasin                           | SBS  | Kye Sung-sook                |
| 2014 | Rosy Lovers                                                 | 장미빛 연인들                     | Jangmibit Yeonindeul                     | MBC  | Jung Shi-nae                 |
| 2014 | Blade Man                                                   | 아이언맨                          | Aieonmaen                                | KBS2 | Madam Yoon                   |
| 2013 | Shining Romance                                             | 빛나는 로맨스                     | Bitnaneun Romanseu                       | MBC  | Jung Soon-ok                 |
| 2013 | Miss Korea                                                  | 미스코리아                        | Miseu Koria                              | MBC  | Ma Ae-ri                     |
| 2013 | You Are the Best!                                           | 최고다 이순신                     | Choegoda Yi Sun-sin                      | KBS2 | Song Mi-ryung/Kim Kyung-sook |
| 2012 | Can We Get Married?                                         | 우리가 결혼할 수 있을까           | Wooriga Kyeolhonhal Soo Isseulkka        | jTBC | Deul-ja                      |
| 2012 | Love Rain                                                   | 사랑비                            | Sarangbi                                 | KBS2 | Kim Yoon-hee (2012)          |
| 2011 | A Thousand Days' Promise                                    | 천일의 약속                       | Cheonileui Yaksook                       | SBS  | Oh Hyun-ah                   |
| 2010 | Smile, Mom                                                  | 웃어요, 엄마                      | Useoyo, Eomma                            | SBS  | Jo Bok-hee                   |
| 2010 | Cinderella's Sister                                         | 신데렐라 언니                     | Sinderella Eonni                         | KBS2 | Song Kang-sook               |
| 2009 | Ja Myung Go                                                 | 자명고                            | Jamyeonggo                               | SBS  | Wang Ja-shil                 |
| 2009 | East of Eden                                                | 에덴의 동쪽                       | Edeonui Dongjjok                         | MBC  | Yang Choon-hee               |
| 2006 | Great Inheritance                                           | 위대한 유산                       | Widaehan Yusan                           | KBS2 | Go Ah-ra                     |
| 2005 | Love and Sympathy                                           | 사랑공감                          | Sarang Gongkam                           | SBS  | Kang Hee-soo                 |
| 2002 | Solitude                                                    | 고독                              | Go Dok                                   | KBS2 | Jo Kyung-min                 |
| 1999 | You Don't Know My Mind                                      | 남의 속도 모르고                  | Namui Sokdo Moreugo                      | MBC  | Jeon Nam-ja                  |
| 1999 | Queen                                                       | 퀸                                | Kwin                                     | SBS  | Hwang Choon-bok              |
| 1999 | Springtime                                                  | 청춘 (青春)                       | Chungchoon                               | MBC  |                              |
| 1998 | Crush                                                       | 짝사랑                            | Jak sarang                               | KBS2 | Young-ja                     |
| 1997 | Snail                                                       | 달팽이                            | Yoon-joo                                 | SBS  |                              |
| 1995 | Elegy                                                       | 엘레지                            | Min Ji-sook                              | SBS  |                              |
| 1994 | 도깨비가 간다                                               | Min Kang-ji                       |                                          | SBS  |                              |
| 1993 | How's Your Husband?                                         | 댁의 남편은 어떠십니까?           | Daekui Nampyeoneun Eotteosipnikka        | SBS  | Ahn Jung-sook                |
| 1992 | Women's Room                                                | 여자의 방                         | Na Kyung-sun                             | MBC  |                              |
| 1991 | Humble Men                                                  | 고개숙인 남자                     | Baek Jung-ran                            | MBC  |                              |
| 1990 | 에미                                                        | Ae-mi                             | Madre                                    | MBC  |                              |
| 1989 | 상처                                                        | Ha-young                          | MBC                                      |      |                              |
| 1988 | 은혜의 땅                                                   | Eun-hye                           | KBS2                                     |      |                              |
| 1987 | Firebird                                                    | 불새                              | Bulsae                                   | MBC  | Hyun-joo                     |
| 1985 | That's Right, You Bet                                       | 아무렴 그렇지, 그렇고 말고        | Ok-som                                   |      | MBC                          |
| 1984 | 그리워                                                      | MBC                               |                                          |      |                              |
| 1984 | 500 Years of Joseon - The Ume Tree in the Midst of the Snow | 조선왕조 오백년 - 설중매 (雪中梅) | Joseon Wangjo Ohbaek Nyeon - Seoljungmae | MBC  | Jang Nok-su                  |
| 1984 | 물보라                                                      | Jang-hee                          | MBC                                      |      |                              |
| 1983 | Sunflower in Winter                                         | 겨울 해바라기                     | MBC                                      |      |                              |
| 1983 | 저 별은 나의 별                                             | MBC                               |                                          |      |                              |
| 1982 | Annals of Renunciation - Yi Yong-ik                         | 거부실록 - 이용익                 | MBC                                      |      |                              |
| 1982 | 미련                                                        | Mi-ryeon                          | Kang Yeon-hee                            |      | MBC                          |
| 1982 | Women's History - Hwang Jin-yi                              | 여인열전 - 황진이                 | Hwang Jini                               |      | MBC                          |
| 1981 | Women's History - Jang Hui-bin                              | 여인열전 - 장희빈                 | Jang Hui-bin                             |      | MBC                          |
| 1981 | Embrace                                                     | 포옹                              | Poyeong                                  |      | MBC                          |
| 1981 | 안녕하세요                                                  | segunda nuera Eun-hee             | MBC                                      |      |                              |
| 1980 | 달동네                                                      | TBC                               |                                          |      |                              |
| 1979 | 고독한 관계                                                 | TBC                               |                                          |      |                              |
| 1979 | Mapo Harbor                                                 | 마포나루                          | Mapo Naru                                |      | TBC                          |

## Espectáculos de variedad
| Año       | Título inglés           | Título coreano          | Romanización | Rol      | Red |
| --------- | ----------------------- | ----------------------- | ------------ | -------- | --- |
| 2013      | Miracle Korea           | 미라클 코리아           | Host         | jTBC     |     |
| 2011-2012 | Lee Mi-sook's Bad Scene | 이미숙의 배드신         | Host         | Story On |     |
| 2011      | Miracle Audition        | 기적의 오디션           | Jueza        | SBS      |     |
| 2017      | Guesthouse Daughters    | elenco permanente(Mamá) | KBS          |          |     |

## Libro
| Año  | Título inglés                             | Título coreano                | Romanización | Notas |
| ---- | ----------------------------------------- | ----------------------------- | ------------ | ----- |
| 2003 | Lee Mi-sook DIARIO: Soñando de Desviación | 이미숙의 DIARIO 일탈을 꿈꾸며 | Con CD       |       |

## Premios
| Año  | Premio                                                        | Categoría                                                          | Trabajo nominado                                 |
| ---- | ------------------------------------------------------------- | ------------------------------------------------------------------ | ------------------------------------------------ |
| 2017 | MBC Premios de obra                                           | Premio de Excelencia superior, Actriz en una Obra de Fin de semana | Flor de dinero                                   |
| 2014 | MBC Premios de obra                                           | Premio actuación dorada, Actriz                                    | Miss Corea, Brillando Idilio, Amantes Sonrosados |
| 2013 | KBS Premios de obra                                           | Premio de excelencia, Actriz en una Obra de Serial                 | Eres la Mejor, Lee Soon-shin                     |
| 2011 | SBS Premios de obra                                           | Premio especial, Actriz de drama especial                          | Mil días de promesas                             |
| 2008 | MBC Premios de obra                                           | Premio de Excelencia superior, Actriz                              | East of Eden                                     |
| 2003 | 23.ª Asociación coreana de Premios de Críticos de la Película | mejor actriz                                                       | Untold scandal                                   |
| 2001 | 37.º Baeksang Premios de Artes                                | actriz más popular, categoría de cine                              | La Leyenda de Gingko                             |
| 1999 | 7.º Chunsa Premios de Arte de la Película                     | mejor actriz                                                       | Un Asunto                                        |
| 1999 | 19.ª Asociación coreana de Premios de Críticos de la Película | mejor actriz                                                       | Un Asunto                                        |
| 1998 | 34.º Baeksang Premios de Artes                                | actriz más popular, categoría de televisión                        | Caracol                                          |
| 1993 | SBS Premios de obra                                           | Premio magnífico (Daesang)                                         | Cómo es tu Marido?                               |
| 1987 | 32.ª Asia Pacific Festival de cine                            | mejor actriz                                                       | Triángulo de amor                                |
| 1987 | 26h Premios de Campana Magnífica                              | Premio de Jurado especial                                          | Triángulo de amor                                |
| 1986 | 31.ª Asia Pacific Festival de cine                            | mejor actriz                                                       | Mulberry                                         |
| 1986 | 6.ª Asociación coreana de Premios de Críticos de la Película  | mejor actriz                                                       | Mulberry                                         |
| 1984 | 4.ª Asociación coreana de Premios de Críticos de la Película  | mejor actriz                                                       | El año en que el invierno fue tibio              |
| 1984 | 23.ª Campana Magnífica Premios                                | mejor actriz                                                       | El año en que el invierno fue tibio'             |
| 1984 | 21.º Baeksang Premios de Artes                                | mejor actriz                                                       | El año en que el invierno fue tibio'             |
| 1982 | MBC Premios de obra                                           | Premio magnífico (Daesang)                                         | Jang Hui-bin                                     |
| 1980 | 17.º Baeksang Premios de Artes                                | mejor actriz nueva                                                 | Pájaro de llama                                  |
| 1979 | TBC Premios de obra                                           | mejor recién llegada                                               | Mapo Puerto                                      |
| 1978 | 3.ª señorita Lotte Pageant                                    | Premio de popularidad                                              |                                                  |